# Pellesberget
Pellesberget este o arie protejată (arie specială de conservare — SAC, sit de importanță comunitară — SCI) din Suedia întinsă pe o suprafață de 930,5 ha, integral pe uscat.

## Localizare
Centrul sitului Pellesberget este situat la coordonatele 60°16′39″N 16°58′01″E / 60.2774°N 16.9669°E.

## Înființare
Situl Pellesberget a fost declarat sit de importanță comunitară în ianuarie 1998 pentru a proteja 1 specie de animale. Situl a fost protejat și ca arie specială de conservare în martie 2011.

## Biodiversitate
Situată în ecoregiunea boreală, aria protejată conține 10 habitate naturale: Păduri fino-scandinave bogate în ierburi cu Picea abies, Păduri aluvionare cu Alnus glutinosa și Fraxinus excelsior (Alno-Padion, Alnion incanae, Salicion albae), Cursuri de apă de la nivel de câmpie la nivel montan, cu vegetație Ranunculion fluitantis și Callitricho-Batrachion, Taiga vestică, Turbării active, Pajiști aluvionare boreale nordice, Mlaștini turboase de tranziție și turbării mișcătoare, Râuri naturale fino-scandinave, Mlaștini împădurite, Păduri caducifoliate de mlaștină fino-scandinave.
La baza desemnării sitului se află o specie protejată de  pești: zglăvoacă (Cottus gobio).